# 奇朗宗縣

奇朗宗縣在阿薩姆邦的位置

奇朗宗縣是印度東北部阿薩姆邦波多蘭自治地區的一個縣，面積1,170平方公里，居民識字率六成半，2001年人口454,208，人口密度每平方公里390人。

## 外部連結
- BTC Sectt. Home Page（页面存档备份，存于）